# Puente Tokyo Gate
El Puente Tokyo Gate (東京ゲートブリッジ?) es un puente en ménsula en la bahía de Tokio, conectando el distrito de Wakasu en el barrio de Kōtō y el parque marítimo de Jonanjima en el barrio de Ōtu en Tokio. Fue acabado en 2011, y entró en servicio el 12 de febrero de 2012.

## Arquitectura
La forma de sus vigas, cuyas siluetas parecen dos caras de dinosaurios, le han dado el sobrenombre de Puente Dinosaurio.
De una longitud total de 2618 m, tiene una luz de 440 m , una altura de 87,8  para el pasaje de barcos. Su baja altura se debe a su proximidad con el aeropuerto internacional de Haneda (la altura máxima está fijada en 98 m).

## Localización y tráfico
Está constituido 4 carriles y una pasarela peatonal, accesible de 10h a 17h. El puente no tiene peaje. Su localización en pleno corazón de la bahía de Tokio lo ha hecho un elemento principal de la zona. Ofrece una vista panorámica de Tokio, y la península de Bōsō (prefectura de Chiba).